# Гедеон (Святополк-Четвертинський)
Митрополит Гедео́н (світське ім'я Григорій Святопо́лк-Четверти́нський; пом. 6 квітня 1690, Київ, Гетьманщина) — князь з роду Святополк-Четвертинських, український державний та релігійний діяч. Єпископ Луцький і Острозький Константинопольського патріархату. У 1685 році — з порушенням церковних канонів обраний єпископом Московської православної церкви з титулом Митрополит Київський, Галицький і всієї Русі.

## Біографія
Походив з стародавнього українсько-білоруського княжого роду Святополк-Четвертинських. Син Захарія — старости ратиборського, та його дружини — Регіни Хреницької.
З 1659 року — православний єпископ Луцький і Острозький. Львівський єпископ Йосип Шумлянський, який керував Київською митрополією, намагався вижити Гедеона з Волині. У зв'язку з переслідуваннями з боку польського уряду переїхав до Києва, а в 1685 — до гетьманської столиці Батурина. Був прихильно зустрінутий гетьманом І.Самойловичем, який шукав кандидата на кафедру Київського митрополита. Поява Гедеона котрий доводився родичем гетьману і засвідчив готовність служити московському уряду та патріарху, виявилась доречною. У липні 1685  обраний Київським митрополитом, визнав верховенство Московського Патріарха.

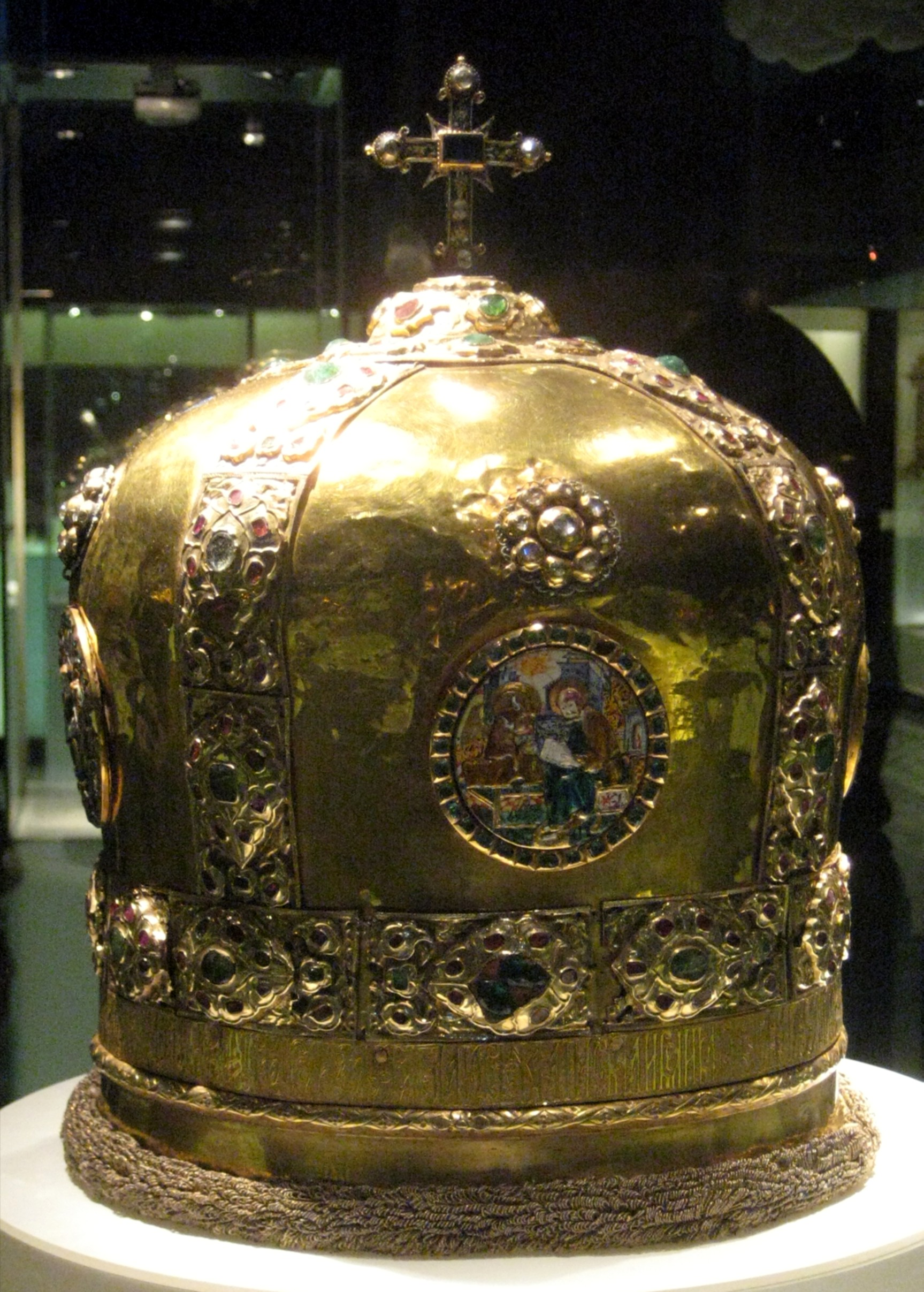
Митра Гедеона (Четвертинського). Майстерня Збройової Палати, 1685 р. Історичний музей, Москва.

У жовтні 1685 року новообраний митрополит з великою делегацією вирушив до Москви. 8 листопада 1685 року патріарх Йоахим «вторгся до єпархії Київської митрополії Вселенського патріархату» і висвятив Гедеона і прийняв від нього присягу на вірність Московській патріархії: «Причитання ніякого (до Константинопольского патріархату) не мати, під послушанням у нього не бути і з-під його пастирства, за віддаленістю дального путі, цілком відстати».
Цим актом було порушено єдність Української православної церкви з Вселенським Константинопольським Патріархом і підпорядковано Київську православну митрополію юрисдикції Московської патріархії. Про це каже Вселенський патріарх Варфоломій І «Таким чином, 700-річний церковний устрій Київської митрополії, який діяв з 988 року, був змінений шляхом перевороту. Це відбувалося з порушенням священних і святих канонів на користь Московського патріархату і на шкоду Константинопольській церкві.» Також Вселенський патріархат ніколи не передавав і не вважав Київську Митрополією власністю РПЦ.
|                         | Київська митрополія ніколи не була канонічно переданою Московському патріархату. Немає жодного офіційного документа, що підтверджує таке підпорядкування чи поступку з боку Константинопольської церкви. Відомі листи Вселенського патріарха Діонісія IV лише давали канонічний дозвіл Московському патріарху призначати київського митрополита, який, водночас залишався підпорядкованим Константинопольському патріарху. |
| — Патріарх Варфоломій І | |

У травні 1686 московські дипломати з допомогою 200 золотих та 120 соболиних шкурок добився згоди на визнання цього акту Константинопольським Патріархом Діонісієм. У розписці, виданій представникам Москви, Діонісій назвав це «милостинею».
З 27 січня 1688 Київському митрополитові заборонено вживати титул «митрополит Київський, Галицький і всієї Русі» (дозволено іменуватися «митрополитом Київським, Галицьким та Малої Росії») та суттєво обмежено майнові права митрополії. Найбільші монастирі (Києво-Печерська лавра, Полоцький Богоявленський та Межигірський монастирі) отримали ставропігію і разом з Чернігівською єпархією були вилучені з-під юрисдикції митрополита та підпорядковані безпосередньо Московському Патріархові.
Помер Гедеон 6 квітня 1690 року у Києві та був похований у некрополі Софії Київської.